# Lifan LF6592
Lifan LF6592 — сімейство автобусів малого класу китайської компанії «Lifan».

## В Україні
3 «нульових» років китайський автопром почав захоплювати пострадянський ринок. У 2004 р. компанія «Lifan» розпочала масове виробництво автобусів у Казахстані, а в 2005, вже звідти, розпочалася поставка до України. Була відчутна тоді потреба в автобусах малого класу, тому «Ліфани» тоді активно купувалися. Наразі в Україні курсує понад 40 автобусів даного типу.